# Lex Voconia
Lex Voconia – rzymska ustawa wydana w 169 p.n.e. dotycząca prawa spadkowego.
Zainicjowana przez trybuna ludowego Kwintusa Wokoniusza Saksę i poparta przez Katona Starszego ustawa ograniczała spadkobranie kobiet. Wykluczała je od dziedzictwa ustawowego po najbliższym agnatycznym krewnym i przyznawała im tylko prawo do dziedziczenia po bracie i siostrze. Maksymalna wysokość zapisu została ustalona na równowartość połowy spadku, nie można było zyskać w jego wyniku więcej, niż otrzymywał dziedzic stanowiony. Ustawa miała na celu ograniczenie luskusowego życia kobiet oraz zbytku (por. leges sumptuariae).